# Карлсен, Пер
Пер Ка́рлсен (швед. Per Carlsén; род. 24 июня 1960, Сундсвалль) — шведский кёрлингист и тренер по кёрлингу.

## Карьера
Играет на позиции четвёртого, скип команды.

## Команды
| Сезон                                               | Четвёртый        | Третий                | Второй            | Первый                        | Запасной                                     | Турниры              |
| --------------------------------------------------- | ---------------- | --------------------- | ----------------- | ----------------------------- | -------------------------------------------- | -------------------- |
| 1983—84                                             | Пер Карлсен      | Ян Страндлунд         | Томми Олин        | Олле Хоканссон                |                                              | ЧШМ 1984             |
| 1984—85                                             | Пер Карлсен      | Ян Страндлунд         | Томми Олин        | Олле Хоканссон                |                                              | ЧЕ 1984 (7 место)    |
| 1991—92                                             | Пер Карлсен      | Хенрик Хольмберг      | Томми Олин        | Олле Хоканссон                |                                              | ЧШМ 1992             |
| 1992—93                                             | Пер Карлсен      | Хенрик Хольмберг      | Томми Олин        | Олле Хоканссон                | Микаэль Норберг                              | ЧЕ 1992              |
| 1998—99                                             | Пер Карлсен      | Микаэль Норберг       | Томми Олин        | Никлас Берггрен Ян Страндлунд | тренер: Стефан Ларссон                       | ЧМ 1999 (9 место)    |
| 2001—02                                             | Пер Карлсен      | Микаэль Норберг       | Томми Олин        | Никлас Берггрен               | Томас Норгрен тренер: Олле Хоканссон         | ЧМ 2002 (8 место)    |
| 2002—03                                             | Пер Карлсен      | Микаэль Норберг       | Рикард Хальстрём  | Фредрик Хальстрём             | Никлас Берггрен тренер: Олле Хоканссон       | ЧМ 2003 (5 место)    |
| 2003—04                                             | Пер Карлсен      | Микаэль Норберг       | Рикард Хальстрём  | Фредрик Хальстрём             |                                              |                      |
| 2004—05                                             | Пер Карлсен      | Микаэль Норберг       | Рикард Хальстрём  | Фредрик Хальстрём             |                                              |                      |
| 2005—06                                             | Пер Карлсен      | Микаэль Норберг       | Рикард Хальстрём  | Фредрик Хальстрём             |                                              | ЧШМ 2006             |
| 2006—07                                             | Пер Карлсен      | Микаэль Норберг       | Рикард Хальстрём  | Фредрик Хальстрём             | Нильс Карлсен тренер: Олле Хоканссон         | ЧЕ 2006              |
| 2008—09                                             | Пер Карлсен      | Микаэль Норберг       | Томми Олин        | Никлас Берггрен               |                                              |                      |
| 2009—10                                             | Пер Карлсен      | Нильс Карлсен         | Эрик Карлсен      | Никлас Берггрен               | Микаэль Норберг тренер: Томми Олин           | ЧМ 2010 (8 место)    |
| 2010—11                                             | Пер Карлсен      | Нильс Карлсен         | Эрик Карлсен      | Микаэль Норберг               |                                              |                      |
| 2010—11                                             | Пер Карлсен      | Матс Нюберг           | Стефан Ларссон    | Dan Carlsén                   | Claesl-Göran Höglund тренер: Фредрик Карлсен | ЧМВ 2011 (10 место)  |
| 2013—14                                             | Пер Карлсен      | Фредрик Карлсен       | Mattias Velander  | Niclas Hamberg                | Tord Edman                                   | ЧШМ 2014 (5 место)   |
| 2014—15                                             | Пер Карлсен      | Фредрик Карлсен       | Tord Edman        | Matthias Velander             |                                              |                      |
| 2015—16                                             | Томми Олин       | Микаэль Юнгберг       | Андерс Лёф        | Пер Карлсен                   | Dan Carlsén                                  | ЧШВ 2016             |
| 2017—18                                             | Пер Карлсен      | Дан-Ола Эрикссон      | Фредрик Хальстрём | Никлас Берггрен               | Томми Олин                                   | ЧШВ 2018 (4 место)   |
| 2018—19                                             | Пер Нурен        | Пер Карлсен           | Фредрик Хальстрём | Томми Олин                    | Дан-Ола Эрикссон тренер: Никлас Берггрен     | ЧМВ 2019 (5 место)   |
| 2024—25                                             | Дан-Ола Эрикссон | Фредрик Хальстрём     | Томми Олин        | Рикард Хальстрём              | Пер Карлсен тренер: Никлас Берггрен          | ЧМВ 2025 (9 место)   |
| Кёрлинг среди смешанных команд (mixed curling)      |                  |                       |                   |                               |                                              |                      |
| 2013—14                                             | Рикард Хальстрём | Элизабет Норредаль    | Пер Карлсен       | Catrin Bitén                  |                                              | ЧШСК 2014 (5 место)  |
| 2014—15                                             | Пер Карлсен      | Gunilla Palmcrantz    | Матс Врано        | Monika Wranå                  |                                              | ЧШСК 2015 (5 место)  |
| 2015—16                                             | Пер Карлсен      | Матс Врано            | Monika Wranå      | Gunilla Palmcrantz            |                                              | ЧШСК 2016 (5 место)  |
| 2016—17                                             | Пер Карлсен      | Катрин Линдаль        | Emil Marklund     | Åsa Linderholm                |                                              | ЧШСК 2017 (5 место)  |
| Кёрлинг среди смешанных пар (mixed doubles curling) |                  |                       |                   |                               |                                              |                      |
| 2013—14                                             | Пер Карлсен      | Gunilla Palmcrantz    |                   |                               |                                              | ЧШСП 2014 (17 место) |
| 2014—15                                             | Пер Карлсен      | Gunilla Palmcrantz    |                   |                               |                                              | ЧШСП 2015 (4 место)  |
| 2015—16                                             | Пер Карлсен      | Маргарета Сигфридссон |                   |                               |                                              | ЧШСП 2016            |

(скипы выделены полужирным шрифтом)

## Достижения
- Чемпионат Европы по кёрлингу: серебро (1992), бронза (2006).
- Чемпионат Швеции по кёрлингу среди мужчин: золото (1984, 1992, 2006).
- Чемпионат Швеции по кёрлингу среди смешанных пар: серебро (2016).

- Серебряный и бронзовый призёр чемпионатов Европы, трёхкратный чемпион Швеции среди мужчин (1984, 1992, 2006).

- В 2001 введён в Зал славы шведского кёрлинга[англ.] (швед. Stora Curlare).[6]

## Результаты как тренера национальных сборных
| Год  | Турнир                                                 | Сборная                    | Место |
| ---- | ------------------------------------------------------ | -------------------------- | ----- |
| 2023 | Чемпионат мира по кёрлингу среди смешанных команд 2023 | Швеция (смешанная команда) | 1     |

## Частная жизнь
Из семьи кёрлингистов: его брат Дэн (англ. Dan Carlsén) кёрлингист и тренер, сыновья Дэна — Эрик и Нильс — также кёрлингисты, игравшие с Пером в одной команде.